# Treculia obovoidea
Treculia obovoidea är en mullbärsväxtart som beskrevs av Nicholas Edward Brown. Treculia obovoidea ingår i släktet Treculia och familjen mullbärsväxter. Inga underarter finns listade i Catalogue of Life.